# IJsselmonde (ilha)
IJsselmonde é uma ilha fluvial dos Países Baixos com 163 km2 de área e cerca de 434000 habitantes Situa-se entre os braços dos rios Nieuwe Maas, Noord e Oude Maas, no delta do Reno-Mosa, na província da Holanda do Sul. O rio Mosa tem dois braços, o Nieuwe Maas e o Oude Maas, no delta fluvial que forma com o rio Reno. A cidade de Roterdão situa-se a norte da ilha. IJsselmonde foi antigamente uma rica região agrícola, mas hoje é sobretudo ocupada por subúrbios de Roterdão. Apenas as partes central e sul desta ilha têm ainda um caráter agrícola.
O norte de IJsselmonde é ocupado por uma grande parte dos portos de Roterdão (Waalhaven, Eemhaven e outros) e pelas áreas residenciais de Roterdão-Zuid a leste dele (Charlois, Lombardijen e outros). No extremo oeste fica a antiga aldeia, agora o distrito de Roterdão de Hoogvliet. No meio das refinarias de petróleo situa-se o distrito de Roterdão de Pernis com um centro de aldeia ainda mais reconhecível.
Os lugares ao longo dos Nieuwe Maas e do Noord foram desenvolvidos pela construção naval: Zwijndrecht, Hendrik-Ido-Ambacht, Slikkerveer e Bolnes.
No meio da ilha fica, além de Ridderkerk, Barendrecht, Rhoon e Poortugaal, dos quais Barendrecht em particular é uma cidade de passageiros em rápido crescimento. Situa-se na encruzilhada das linhas ferroviárias: o Betuweroute atravessa o HSL-Zuid e a linha férrea de Roterdão para sul, ao longo da qual fica a grande área de Shunting Kijfhoek. A área em torno de Barendrecht é também uma importante área hortícola.
Cidades menores na ilha são Smitshoek e Carnisse (parte de Barendrecht) e Rijsoord e Strevelshoek (fundidos em Ridderkerk). Outras pequenas cidades como Charlois, Katendrecht e Oud-IJsselmonde fundiram-se em Roterdão.
O canto sudeste da ilha não faz parte de IJsselmonde: este é o Zwijndrechtse Waard. Nele estão as cidades de Zwijndrecht, Hendrik-Ido-Ambacht e Heerjansdam, bem como parte de Rijsoord. O Waaltje forma a separação com o IJsselmonde. Sul no bico flui.
IJsselmonde está separada do resto dos Países Baixos por estas vias:
- do continente a norte, pelo Nieuwe Maas
- da ilha Putten a oeste pelo Oude Maas
- de Hoeksche Waard a sul pelo Oude Maas
- da ilha de Dordrecht a sudeste pelo Oude Maas
- de Alblasserwaard a leste pelo Noord

## Municípios e regiões
IJsselmonde contém seis municípios:
- Albrandswaard
- Barendrecht
- Hendrik-Ido-Ambacht
- Ridderkerk
- Roterdão (Rotterdam, parte sul)
- Zwijndrecht

Albrandswaard, Barendrecht, Ridderkerk e Rotterdam pertencem à região de Rijnmond, Hendrik-Ido-Ambacht e Zwijndrecht à região Zuid-Holland Zuid.
Graças à sua densidade populacional, IJsselmonde é uma das ilhas mais povoadas da Europa.